# Attaque de Seytenga
Insurrection djihadiste au Burkina Faso
Batailles
- Samorogouan
- Intangom
- Nassoumbou
- Ariel
- 1re Inata
- Loroni
- Gorom-Gorom
- Koutougou
- Arbinda
- Hallalé
- Markoye
- Dounkoun
- Boukouma
- 2e Inata
- Titao
- Opération Laabingol
- Namissiguima
- Madjoari
- Bourzanga
- Seytenga
- Gaskindé
- Tin-Ediar
- Tin-Akoff
- Aoréma
- Ougarou
- Namsiguia
- Noaka
- Koumbri
- Djibo
- Tawori
- Mansila
- Nassougou
- Diapaga

Massacres
- Yirgou
- Solhan
- Karma
- Komsilga, Nodin et Soroe
- Bibgou et Soualimou
- Barsalogho
- Solenzo

Attentats
- 1er Ouagadougou
- 2e Ouagadougou
- 3e Ouagadougou

L'attaque de Seytenga est une attaque de l'État islamique dans le Grand Sahara contre une position de l'armée burkinabè faite le 9 juin 2022 dans la province de Séno au Burkina Faso.

## Déroulement
Alors que l'État islamique dans le Grand Sahara poursuit sa montée en puissance au Mali, le groupe a aussi multiplié les attaques au Burkina Faso.
Le 8 juin 2022, le groupe islamiste a décidé de lancer une petite attaque sur la base à l'aide d'une vingtaine de combattants pour tester la réactivité et la réponse des gendarmes sur place. Voyant que la réponse était quasi-nulle, le groupe a décidé de lancer une attaque beaucoup plus massive.
Dans la soirée du 9 au 10 juin, la base militaire de la ville frontalière de Seytenga a été la cible d'une attaque minutieuse de la part d'une centaine d'hommes.
Le groupe a d'abord tiré des obus de mortier sur la base militaire, suivi par assaut sur plusieurs axes, causant d'importants dégâts à la base la rendant inutilisable. Au moins 11 soldats ont été tués, et une vingtaine d'autres blessés. La junte militaire n'a pas communiqué si la base est tombée ou non aux mains des djihadistes, mais à la suite des dégâts sur la base, l'armée a préféré abandonner la caserne, préférant se replier sur Dori, laissant un vide sécuritaire derrière eux. Deux jours plus tard, la ville même de Seytenga est tombée aux mains de l'EIGS avant son repli ,,, ,,,,.

## Massacre de Seyteyga
Selon le journaliste Wassim Nasr, les civils de Seytenga sont connus pour soutenir activement le gouvernement Burkinabè. La ville de Seytenga est une grande ville de plus de 31.000 habitants, c'est une ville stratégique frontalière avec le Niger,.
À la suite de la déroute militaire de l'armée, les djihadistes sont rentrés dans la ville, ont donné un ultimatum pour quitter la ville. Le groupe djihadiste à ensuite abattu les hommes, laissant les femmes et les vieillards. Le gouvernement n'a pas réussi à donner un bilan à cause du manque de présence de l'armée sur zone,,.
"Ils ont commencé par la rue la plus fréquentée, où sont concentrés les commerces et les grins [lieux de rassemblement de jeunes autour d’un thé]. Ils tiraient sur tout le monde, sauf sur les femmes. Quand ils entrent dans un commerce ou un atelier, ils demandent “où sont les hommes ?” Sinon, ils ne disaient rien." Ces exécutions méthodiques se poursuivent jusqu’à l’aube.
Les jours suivants le bilan s'est clarifié, entre 50 et 165 hommes sont morts, et plus de 3 000 personnes ont été déplacées à la suite de l'ultimatum donné par l'EIGS. Le groupe a pris en butin plusieurs centaines de têtes de bétail,,.
Le 14 juin, après des recherches, le gouvernement a donné un bilan provisoire de 79 morts après la découverte des corps de 29 hommes sans vie. Plus de 6000 personnes ont été déplacées, dont une majorité d'hommes (presque 70 %). Le bilan monte à 86 morts le 15 juin.
Lundi soir, le président intérimaire du Burkina Faso, le Lieutenant colonel Paul-Henri Sandaogo Damiba a décrété un deuil national de 72 heures à compter de ce mardi.

## Revendication
Dans un audio, un cadre de l'État islamique de la province du Sahel a revendiqué l'attaque de Seytenga. Le porte parole justifie l'attaque par la forte présence de Volontaires pour la défense de la patrie, une milice composée pour combattre les djihadistes, et le fait que les habitants de la ville soutiennent en majorité le gouvernement contre les djihadistes. Le porte parole revendique également la mort de 20 personnes dont 8 VPD dans une attaque le 14 mai à Guessel au Burkina Faso. Le chef menace également les villages sur la présence de VPD.
Le 14 juillet 2022, dans sa revue hebdomadaire, l'État islamique revendique plusieurs attaques dans la région. Le groupe revendique l'attaque de Seytenga, une attaque contre l'armée à Dori le 11 juin, 4 soldats burkinabè y ont été tués, la capture et l'exécution de deux espions du MSA-GATIA, et le transfuge de onze membres d'Al-Qaïda pour l'État islamique dans le gourma malien, et une embuscade contre un convoi nigerian du G5 sahel près du village Nasser le 26 juin, l'embuscade avait fait 10 blessés,.
D'après Wassim Nasr, le groupe qui a perpétrer l'attaque de Seytenga est un grand groupe d'Al-Qaïda qui a fait défection au profit de l'EIGS.

## Vidéographie
- [vidéo] Burkina Faso : situation critique avec l’augmentation du nombre d’attaques jihadistes, France 24, 13 juin 2022.